# Ranunculus junipericola
Ranunculus junipericola Ohwi – gatunek rośliny z rodziny jaskrowatych (Ranunculaceae Juss.). Występuje endemicznie na Tajwanie. 

## Morfologia
PokrójBylina o lekko owłosionych pędach. Dorasta do 7–25 cm wysokości.
LiścieSą trójdzielne. Mają owalnie okrągły kształt. Mierzą 1–2,5 cm długości oraz 1,5–3 cm szerokości. Od spodu są lekko owłosione. Nasada liścia ma ucięty kształt. Brzegi są całobrzegie. Ogonek liściowy jest lekko owłosiony i ma 2–11 cm długości.
KwiatySą pojedyncze. Pojawiają się na szczytach pędów. Mają żółtą barwę. Dorastają do 9 mm średnicy. Mają 5 eliptycznie owalnych działek kielicha, które dorastają do 3–4 mm długości. Mają 5 podłużnie owalnych płatków o długości 5 mm.
OwoceNagie niełupki o odwrotnie jajowatym kształcie i długości 2 mm. Tworzą owoc zbiorowy – wieloniełupkę o jajowatym kształcie i dorastającą do 4 mm długości.

## Biologia i ekologia
Rośnie w lasach. Występuje na wysokości od 3300 do 3600 m n.p.m. Kwitnie od czerwca do lipca. Preferuje stanowiska w półcieniu. Dobrze rośnie na wilgotnym, próchnicznym i żwirowym podłożu.